# バックドラフト
バックドラフト（英: backdraft）とは、火災の現場で起きる爆発現象である。

## 概要
室内など密閉された空間で火災が生じ不完全燃焼によって火の勢いが衰え、可燃性の一酸化炭素ガスが溜まった状態の時に窓やドアを開くなどの行動をすると、熱された一酸化炭素に急速に酸素が取り込まれて結びつき、二酸化炭素への化学反応が急激に進み爆発を引き起こす。たちまち火の海となる「フラッシュオーバー」とは違う現象である。1982年2月8日のホテルニュージャパン火災においても発生した。従業員が消火器にて初期消火を試みたが、その時に客室のドアを開放していたことが原因である。
日本では、普段ほとんど換気が行われない土蔵で火災が発生した場合などに、この現象が生じることが知られた。母屋が炎上すると隣接する蔵の内部も非常に高温となるが、給気されないために蔵の内部では出火せず不完全燃焼となる。そして、火災の直後の高温が保たれている状態で、上述の通り可燃性の一酸化炭素ガスが溜まっている蔵の戸を開けると酸素が取り込まれ、蔵の中の物が一気に燃え上がる。そのため、母屋で火災が起きた場合には、隣接する蔵は焼失を免れた場合でも内部温度が十分に下がるまで戸を開けてはならないとされた。